# Höghastighetslinjen Köln–Frankfurt
Höghastighetslinjen Köln-Frankfurt (tyska: Schnellfahrstrecke Köln-Frankfurt) är en tysk höghastighetsjärnväg mellan Köln och Frankfurt am Main, öppnad 2002. Det är idag en av Tysklands mest trafikerade linjer för höghastighetståg. Tåg går rutinmässigt i 300 km/h. 
Den egentliga höghastighetslinjen går mellan Siegburg utanför Bonn och Frankfurt Mains flygplats. Banan följer i huvudsak motorvägen A3/E35. Mellan Köln och Siegburg används en förbättrad äldre bana med 200 km/h.
Banan konkurrerade fort ut vissa flyglinjer som inte innehöll Frankfurt, såsom Köln-Stuttgart. År 2007 las flyglinjen Köln-Frankfurt ned. Frankfurt är en stor bytesflygplats och många flög Köln-Frankfurt av rutin om de skulle från Köln och ändå skulle flyga vidare från Frankfurt, även om tågen stannade vid flygplatsen. Lufthansa har numera lagt in tågavgångar i flygbokningssystemet.

## Galleri

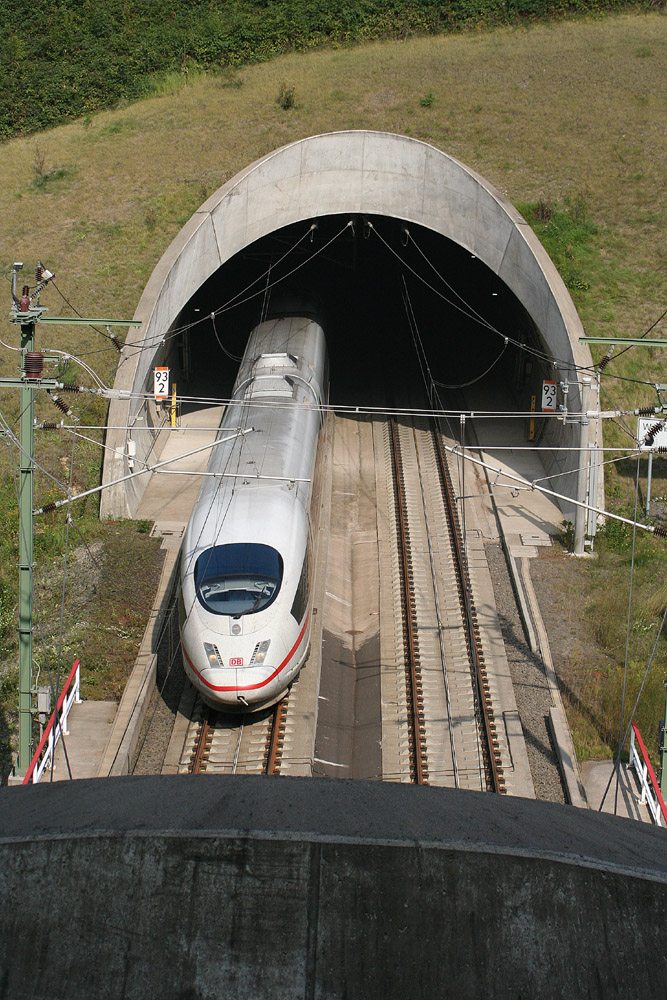
ICE-tåg i tunnelmynningen
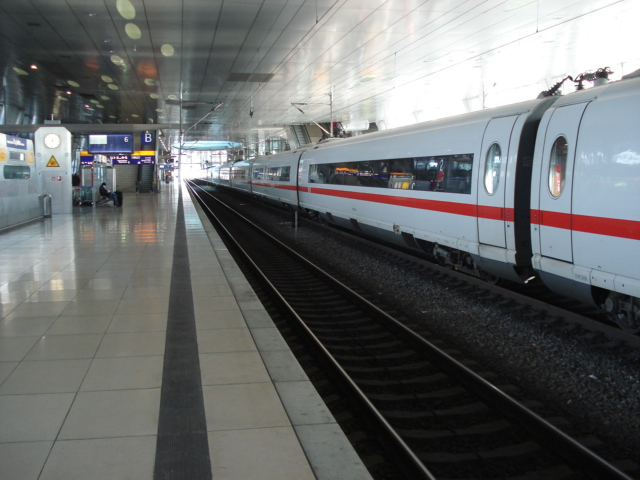
Ett ICE-tåg vid stationen Frankfurts flygplats